# Свети Димитър (Велес)
Вижте пояснителната страница за други значения на Свети Димитър.
„Свети Великомъченик Димитър“ или „Свети Димитрий“ (на македонска литературна норма: „Свети Димитар“, „Свети Димитриј“) е средновековен манастир от XIV век във Велес, централната част на Северна Македония. Част е от Повардарската епархия на Македонската православна църква.
Манастирът се намира на около два километра южно от града, на дясната страна на реката Вардар, под реката Тополка, която се влива във Вардар. Манастирът е в самия ъгъл на двете реки: от изток Вардар, а от южната и от западната страна се издигат скали, надвиснали като чадър над манастира. По падините на това плато, които се спускат към манастира са развалините на античния град Билазора. Манастирът е изграден може би като градска църква. Възможно е на неговото място още в V и VI век да е имало църква.
Манастирът е изграден в XIV век от властелина на цар Стефан Душан Раденко и неговата майка. Манастирът вероятно е затрупан при османското завоевание след Черноменската битка в 1371 година.
Манастирът е откопан в 1855 година и църквата е обновена и добива сегашния си вид. Изписана е от известния зограф Коста Кръстев, което е отбелязано в надписа на южната страна от свода: „Сей обител обновися в 1855 лето изобрази X. Косте Зограф и фотограф“. На една рисунка, собственост на самата църква, на която е изобразен портрет на Петър Здравев, изработена от Георги Зографски в 1942 година е запазен следният надпис: „По Божие вдъхновение до Петър Здравев откопа затрпани манастир Св. Великомученик Димитрија 1855 година. Почина 1867 година. Подар. Механдж. Еснаф. 1942 – написа се желание игумен Алексие.“ Въз основа на тия данни се предполага, че църквата е възобновена по инициатива на велешанина Петър Здравев, и помощта на видни граждани, е поправена и изписана от Коста Кръстев. По-късно игуменът Алексий издействал от механджийския еснаф да плати на Георги Зографски портрет на Петър Здравев.
Църквата е еднокорабна града с тристранна апсида от източната външна страна. На западната страна се намира нартекс, над койко се издига кула с камбанария, която я различава от другите средновековни църкви в района. Църквата е градена от дялан камък, но за да се постигне ефект на полихромия е използвана тухла със спойки от хоросан. Самите фасади са оживени с орнаменти – шахматни полета и меандри. Самите страни на апсидата се расчленени с ниши и аркади, а венецът в горния дял е от тухли. Входовете и прозорците от северната страна са асиметрично поставени и завршват полукръгло. Поради всички тези характеристике се смята, че църквата е изградена в XIV век.